# Pterolophia latefascia
Pterolophia latefascia är en skalbaggsart som beskrevs av Schwarzer 1925. Pterolophia latefascia ingår i släktet Pterolophia och familjen långhorningar.
Artens utbredningsområde är Taiwan. Inga underarter finns listade i Catalogue of Life.